# Jens Orback

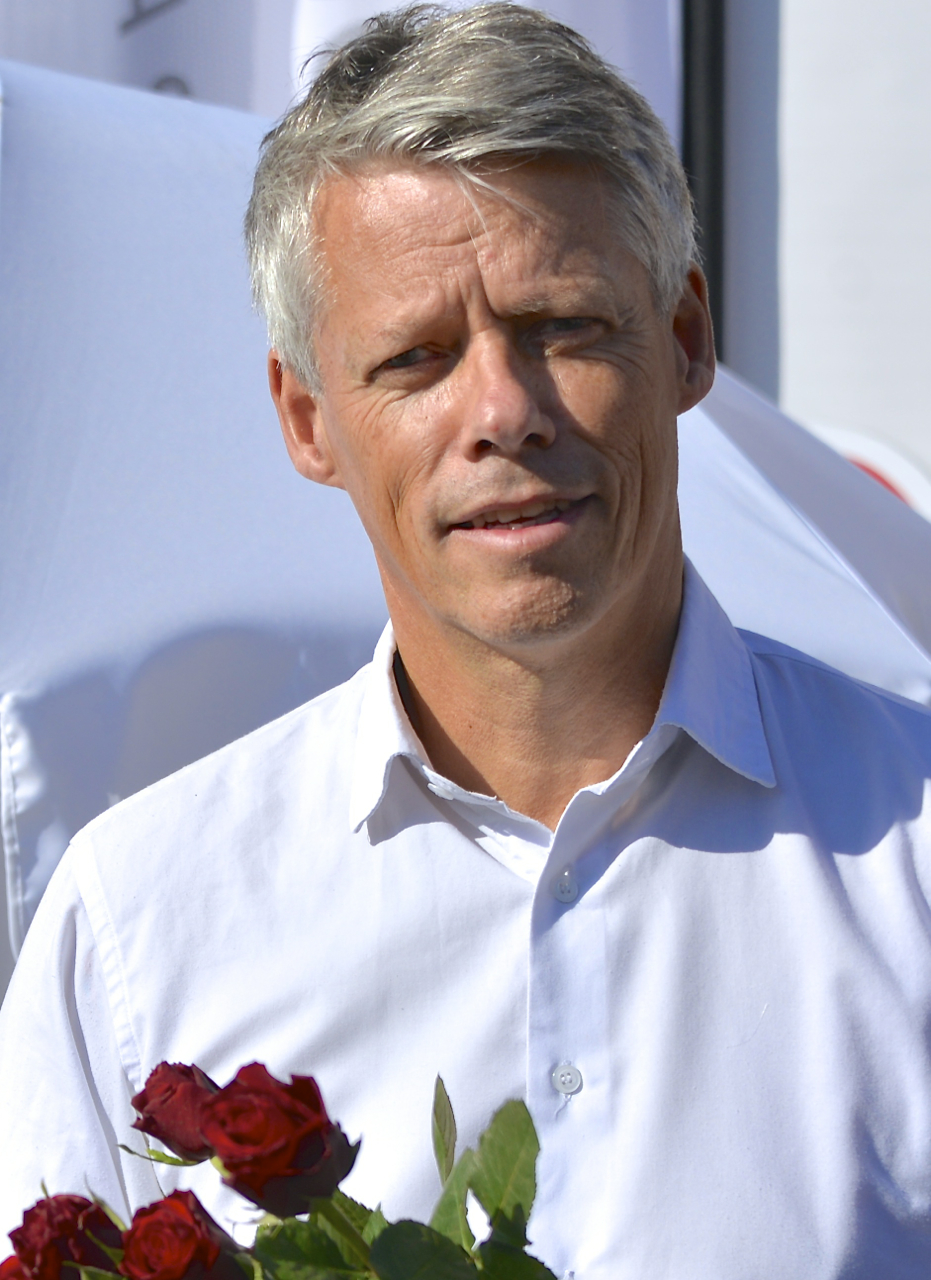
Jens Orback (2014)

Jens Olov Heinrich Orback (* 21. April 1959 in Stockholm) ist ein schwedischer Journalist und sozialdemokratischer Politiker. In der Regierung Göran Perssons war er vom 21. Oktober 2004 bis 6. Oktober 2006 Minister für Demokratie-, Großstadt-, Integrations- und Gleichstellungsfragen.

## Leben
Bis 1985 studierte Orback, dessen Mutter aus Deutschland stammt, Politik- und Wirtschaftswissenschaften an der Universität Stockholm. Anschließend arbeitete er bei einer Bank und als Abteilungsleiter beim schwedischen Finanzministerium. 1990 wechselte Orback zum öffentlich-rechtlichen Rundfunk, wo er bis 1995 als Reporter und Moderator tätig war. 2004 wurde Orback als Mitglied der Schwedischen Sozialdemokratischen Arbeiterpartei  in die schwedische Regierung berufen, nachdem er vorher lokalpolitisch engagiert war.  Seit 2008 ist Orback Generalsekretär des Olof Palme International Centre, einer Organisation, die im Feld der internationalen Entwicklungsarbeit und insbesondere der zivilgesellschaftlichen Entwicklung und der Konfliktbewältigung tätig ist.
2008 erschien Orbacks Buch Medan segern firades (dt., 2015: Schatten auf meiner Seele). Orback beschreibt darin die Erlebnisse seiner aus einer pommerschen Gutsbesitzerfamilie stammenden Großmutter Karin und seiner Mutter Katja, geb. Fließbach, insbesondere nach dem Ende des Zweiten Weltkriegs, als die Mutter Opfer von Vergewaltigungen durch Soldaten der Roten Armee wurde.

## Werke (Auswahl)
- Medan segern firades. Min mammas historia. Natur och Kultur, Stockholm 2007 (deutsch: Schatten auf meiner Seele. Ein Kriegsenkel entdeckt die Geschichte seiner Familie. Herder Verlag, Freiburg im Brsg. 2015, ISBN 978-3-451-31267-0, übersetzt von Regine Elsässer)